# Servicio religioso de las tropas argentinas en la Guerra de Malvinas

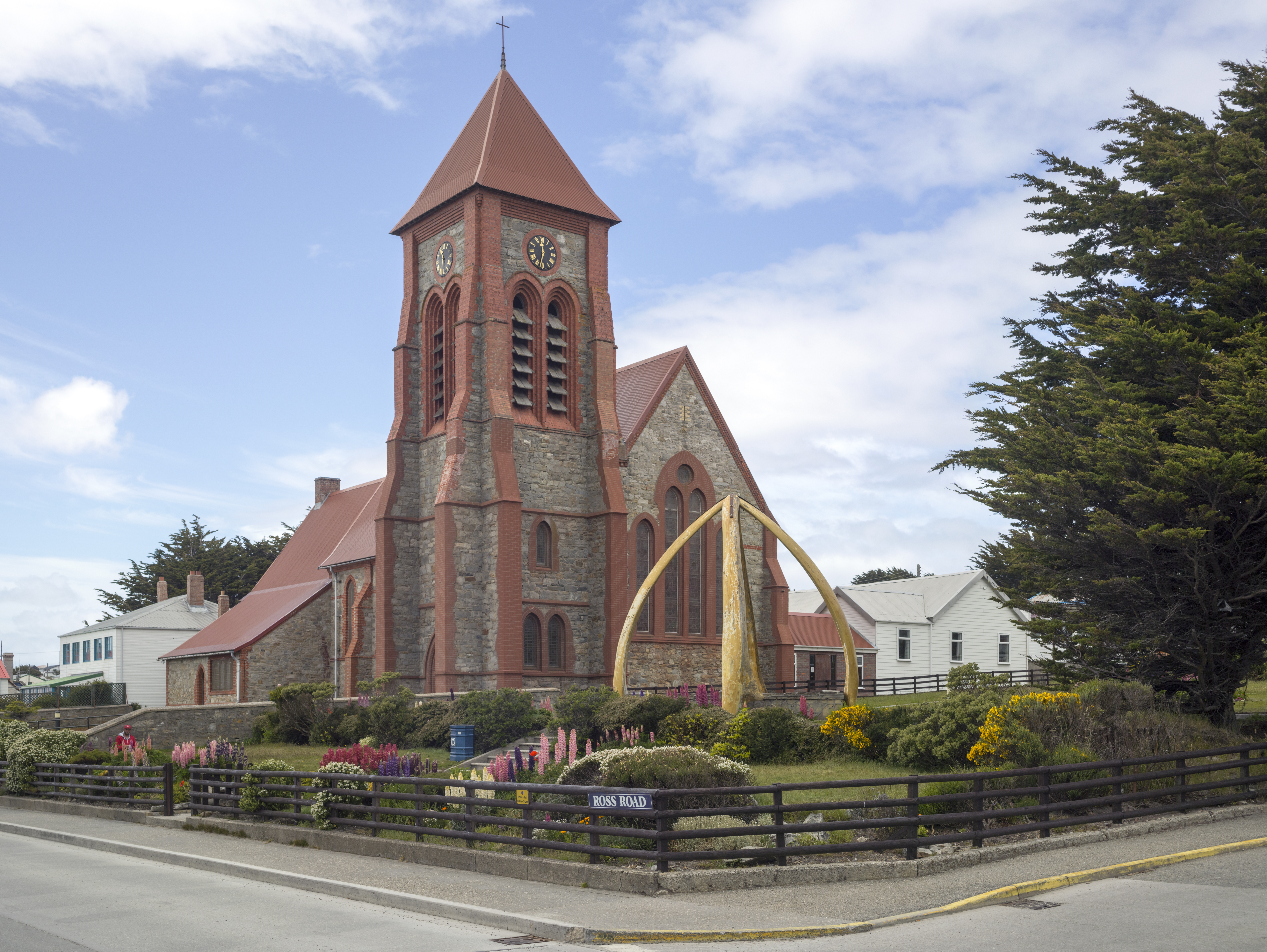
Iglesia en las Islas Malvinas

La atención religiosa a las tropas argentinas en la Guerra de Malvinas estuvo a cargo de sacerdotes católicos que lo hicieron voluntariamente o por integrar el clero castrense. Los presbíteros que cruzaron a las islas Malvinas y estuvieron en forma permanente fueron veinte. 
Hubo un intento frustrado de la comunidad judía de hacer lo propio con sus fieles en las islas, pudiéndolo hacer solo en la movilización en el Sur Argentino. 

## Atención a miembros de la religión católica
La Iglesia Católica designa con el nombre de capellán al sacerdote que ejerce su ministerio por fuera de las diócesis ordinarias en lugares como colegios, hospitales, barcos, prisiones o universidades. El capellán castrense es quién asiste espiritualmente a los militares y a sus familias, en tiempos de paz y de guerra. Ese servicio espiritual se brindó a través de un contingente de capellanes católicos y de rabinos judíos en el despliegue militar que hizo Argentina entre abril y junio de 1982 en el Sur de ese país y en las Islas Malvinas.
Algunos de los veinte capellanes militares que cruzaron a las islas pertenecían al clero castrense (en forma efectiva o como auxiliares), organizado por aquel entonces como Vicaría. Otros fueron en calidad de voluntarios. La mayoría pertenecía al Ejército ya que fue la fuerza con mayor efectivos. Sin embargo, los pilotos de combate que operaban desde el continente también tuvieron el apoyo espiritual en sus bases.
El primer capellán en llegar a las islas fue Ángel Mafezzini el 2 de abril de 1982. Asistió y rezó el responso a Pedro Giachino, primer caído en la guerra. Luego llegó el salesiano José Vicente Martínez Torrens, de 42 años, residente en Comodoro Rivadavia. Arribado el 3 de abril de 1982, estuvo presente hasta el 19 de junio, cuando abandonó las islas en el remolcador Yehuín y luego fue traspasado al rompehielos Almirante Irízar, convertido en hospital.
El coordinador de los capellanes en Malvinas, castrenses y voluntarios, fue el padre José Fernández. Desde su arribo el 16 de abril, participó en la confección de un diario de breve duración que se llamó La Gaceta Argentina y en las emisiones radiales que llevaron tranquilidad a las familias de los soldados. Llevó a las islas las diez bolsas con mil Rosarios cada una.
Además de los sacerdotes que se establecieron en las islas, otros concurrieron brevemente los primeros días de la contienda, sin participar de las acciones de combate. El 7 de abril de 1982, monseñor Desiderio Elso Collino, Obispo por entonces de Lomas de Zamora, viajó con la comitiva que asistió a la puesta en posesión del Gobernador Militar. Volvió el mismo día.
El 16 de abril, se hizo presente en las islas el vicario general castrense Monseñor José Miguel Medina junto con monseñor José Mario Menestrina de Ejército y los presbíteros Ovidio Félix Trípodi de Fuerza Aérea, Domingo Carmelo Genise de Armada.
El 22 de ese mes, visitó Malvinas, el que ex-vicario castrense Monseñor Victorio Bonamín junto al capellán del Ministerio de Defensa y Estado Mayor Conjunto, presbítero Francisco Pablo Casella.
Los curas argentinos se desplegaron en todo el dispositivo militar. Se ocuparon de asistir a los combatientes en los sacramentos o al momento de ser heridos o con el responso para los muertos. La asistencia religiosa fue permanente. "En general, las absoluciones se hacían en forma colectiva. Muchos se quedaron en Puerto Argentino, salvo los que estuvieron en Pradera del Ganso, particularmente el padre Mora y el padre Sesa que estuvieron en medio de los combates. Los que estaban en Puerto Argentino recibieron la prohibición de participar en los últimos combates alrededor de Puerto Argentino, en Longdon, Harriet, Tumbledown."
Durante su repliegue al continente, el padre Martínez Torrens de llevó entre sus ropas la bandera del Regimiento de Infantería 4 de Monte Caseros, Corrientes. Su madre Juanita Torrens de Martínez la zurció en el ángulo inferior derecho y bordó en el moño, en letras de oro, el nombre de la última Batalla: “Malvinas”. Luego sería llevada y devuelta por el sacerdote al propio regimiento correntino.

### Listado de presbíteros presentes en las islas
La nómina de presbíteros asignados a las islas, su condición y unidad apoyada es la que sigue. Se excluye a los que fueron en carácter de visita:
- José Fernández. Capellán castrense. Coordinador del resto de la actividad religiosa. Ejerció su pastoral en Puerto Argentino. El padre Fernández creó en 1992 una réplica del cementerio de Darwin en la localidad de Pilar.
- Fray Salvador Santore (dominico). Capellán castrense. Director de La Gaceta Argentina durante la guerra.
- Dante Vega. Capellán castrense. Hospital Militar Malvinas.
- Idelfonso Benigno Roldán (salesiano). Capellán auxiliar. Comando de la Brigada de Infantería Mecanizada IX.
- Natalio Astolfo (salesiano). Capellán auxiliar. Hospital Militar Malvinas.
- Santiago Mora. Capellán auxiliar. Guarnición Darwin - Pradera del Ganso.
- Luis Sesa. Capellán auxiliar. Guarnición Darwin - Pradera del Ganso.
- Santiago Bautista Baldazari. Capellán auxiliar. Regimiento de Infantería 4.
- Jorge Luis Piccinali. Capellán auxiliar. Compañía de comandos 601 y 602, Escuadrón Alacrán, Regimiento de Infantería 4.
- Marcos Gozzi. Capellán auxiliar. Guarnición Bahía Fox.
- Nicolás Solanyzny (salesiano). Capellán auxiliar. Guarnición Puerto Howard
- Vicente Martínez Torrens (salesiano). Voluntario. Regimiento de Infantería 25. Segundo capellán en llegar a las islas.[2]
- Domingo Renaudiere de Paulis (dominico). Voluntario. Regimiento de Infantería Mecanizado 6 y Compañía A del Regimiento de Infantería 1.
- Pablo Cantalicio Sosa. Capellán castrense. Arribó el 24 de abril. Batallón de Infantería de Marina 5.
- Ángel Maffezini. Capellán castrense. Llegó el 2 de abril, primer capellán argentino en llegar a las islas. Regresó al continente el 11 de junio por fallecimiento de su padre.[2] Componente Armada de la República Argentina.
- Roque Manuel Puyelli. Capellán castrense. Arribó el 5 de abril, primer capellán de la Fuerza Aérea Argentina en llegar a las islas. Fue relevado el 23 de ese mes por problemas de salud.[5]
- Gonzalo Eliseo Pacheco. Capellán auxiliar de la Fuerza Aérea Argentina. Nacido en Saint-Maximin, Francia. Reemplazó al padre Puyelli el 23 de abril.[8] Luego del alto el fuego, estuvo detenido en San Carlos y en el buque de bandera inglesa St Edmund junto a un contingente de unos seiscientos hombres que fueron repatriados el 13 de julio. En ese período celebró responsos para el entierro de personal argentino en San Carlos y Puerto Argentino.[5] Durante su cautiverio fue herido en el sector del aeropuerto de Puerto Argentino.[8]
- Juan Corti (salesiano). Capellán auxiliar. Componente Fuerza Aérea Argentina.
- Norberto Sorrentino (dominico). Capellán auxiliar. Componente Fuerza Aérea Argentina. En forma transitoria.[5]
- Gustavo Miatello. Voluntario. Puerto Argentino.

## Atención a miembros de la religión judía
Las autoridades militares autorizaron a concurrir a cinco rabinos al Sur argentino para la atención religiosa de los judíos. Estos fueron: Baruj Plavnick, Efraín Dines, Felipe Yafe, Tzvi Grunblatt (destinado a Río Gallegos) y Natán Grunblatt.
Plavnick arribó a Comodoro Rivadavia el 12 mayo con la intención de embarcarse rumbo a Puerto Argentino. Sin embargo, antes de partir, se le comunicó que, en lugar de hacer el cruce en un avión de la Fuerza Aérea, lo realizaría en uno de la Cruz Roja, que debía llegar al Sur en esos días. La razón esgrimida era que el rabino era un civil y las aeronaves militares sólo se utilizaban para trasladar a personal castrense y equipamiento.
Esto provocó que su viaje se fuera postergando sin fecha fija ya que los miembros de la Cruz Roja, que estaban en Comodoro Rivadavia, tampoco podían llegar a las Malvinas porque la Fuerza Aérea no lo autorizaba. Por motivos militares, finalmente fue cancelado el pasaje. Por ello, el rabino que debía cruzar a Malvinas tuvo que asentarse en Comodoro Rivadavia y su colega Dines, quien debía quedarse en la ciudad chubutense, fue trasladado a la zona de Trelew-Rawson para asistir a las tropas acantonadas en esa zona.